# Tesarius sulcipennis
Tesarius sulcipennis är en skalbaggsart som beskrevs av Lea 1904. Tesarius sulcipennis ingår i släktet Tesarius och familjen Aphodiidae. Inga underarter finns listade i Catalogue of Life.